# Rafael Llimona
Pour les articles homonymes, voir Llimona.
Rafael Llimona i Benet, né à Barcelone en 1896 et mort dans cette même ville en 1957, est un peintre espagnol.

## Biographie
Il est l'un des membres de la grande famille d'artistes Llimona.
Il est le fils du sculpteur Josep Llimona et le frère de la sculptrice Maria Llimona, le cousin des peintres Mercè et Núria Llimona et le neveu du peintre Joan Llimona.
Dans sa jeunesse, il entre à l'école de la Llotja de Barcelone et étudie les grands maîtres étrangers en Italie et en Belgique et surtout à Paris où il se rend en 1922. Il est influencé par Le Greco et Renoir
Son œuvre, reconnue notamment pour ses tableaux de paysages, est présente dans plusieurs musées catalans, comme le MNAC, le Musée de la Garrotxa à Olot, le Musée de l'Empordà à Figueras et le Musée de Montserrat à Monistrol,, ainsi que dans les collections d'Amérique latine.